# Turdinule à longue queue
Spelaeornis longicaudatus
Espèce
Statut de conservation UICN

 VU  : Vulnérable
La Turdinule à longue queue (Spelaeornis longicaudatus) est une espèce d'oiseaux de la famille des Timaliidae.
Il vit à travers les montagnes Khasi du nord-est de l'Inde.